# チェンジっ!
「チェンジっ!」は、日本のシンガーソングライター・足立佳奈の楽曲で通算4枚目のシングルの表題曲。2018年5月30日にSME Recordsよりリリースされた。

## 概要
表題曲である「チェンジっ!」は、いきものがかりの水野良樹が作詞・作曲した、夢に向けてがんばる人への応援歌。2018年4月8日よりフジテレビ系で放送されるテレビアニメ『レイトン ミステリー探偵社 〜カトリーのナゾトキファイル〜』のオープニングテーマとして採用された。楽曲の採用にあたり、足立は同作第9話でアニメ声優に初挑戦した。
カップリング曲である「いつも一緒に」は、“NHK中部フレッシャーズキャンペーン2018”のテーマソングとして書き下ろされた。
Blu-ray Disc付初回生産限定盤と通常盤の2形態で発売。

## 収録内容
| #         | タイトル                  | 作詞      | 作曲      | 編曲                  | 時間  |
| --------- | ------------------------- | --------- | --------- | --------------------- | ----- |
| 1.        | 「チェンジっ!」           | 水野良樹  | 水野良樹  | 近藤隆史 田中ユウスケ | 5:10  |
| 2.        | 「いつも一緒に」          | 足立佳奈  | 足立佳奈  | Saku                  | 3:36  |
| 3.        | 「もしも願いが叶うなら☆」 | 小林夏海  | 鈴木智貴  | 鈴木智貴              | 4:01  |
| 合計時間: | 合計時間:                 | 合計時間: | 合計時間: | 合計時間:             | 12:47 |

| #  | タイトル                        | 作詞 | 作曲・編曲 |
| -- | ------------------------------- | ---- | ---------- |
| 1. | 「チェンジっ!」(ビデオクリップ) |      |            |
| 2. | 「スペシャル映像」              |      |            |